# غويلرمو رينالدو كورتيز
غويلرمو رينالدو كورتيز (بالإسبانية: Guillermo Reynaldo Cortez)‏ هو عسكري سلفادوري، ولد في 13 مارس 1939، وتوفي في 17 يوليو 1969.